# Southern League (Eishockey)
Die Southern League war in den Jahren 1970 bis 1978 die höchste Eishockeyliga in England. Rekordmeister sind die Streatham Redskins mit insgesamt vier Titeln.

## Titelträger
- 1970/71: Sussex Senators
- 1971/72: Sussex Senators
- 1972/73: Altrincham Aces
- 1973/74: Streatham Redskins
- 1974/75: Streatham Redskins
- 1975/76: Streatham Redskins
- 1976/77: Streatham Redskins
- 1977/78: Solihull Barons